# Coyotepec (État de Mexico)
Coyotepec est une municipalité de l'État de Mexico, au Mexique. Elle couvre une superficie de 12,3 km2 et compte 41 810 habitants en 2015.